# Campeonato Europeo de Rugby League 2004
El Campeonato Europeo de Rugby League de 2004 fue la vigésimo sexta edición del principal torneo europeo de Rugby League.

## Equipos
- Escocia
- Francia
- Gales
- Inglaterra
- Irlanda
- Rusia

## Posiciones

### Grupo A
| Equipo  | Encuentros | Encuentros | Encuentros | Encuentros | Tantos  | Tantos    | Tantos     | Puntos |
| Equipo  | jugados    | ganados    | empatados  | perdidos   | a favor | en contra | diferencia | Puntos |
| ------- | ---------- | ---------- | ---------- | ---------- | ------- | --------- | ---------- | ------ |
| Irlanda | 2          | 2          | 0          | 0          | 68      | 22        | +46        | 4      |
| Escocia | 2          | 1          | 0          | 1          | 40      | 65        | −25        | 2      |
| Gales   | 2          | 0          | 0          | 2          | 34      | 55        | −21        | 0      |

Nota: Se otorgan 2 puntos al equipo que gane un partido, 1 al que empate y 0 al que pierda.
|  | Finalista |

### Grupo B
| Equipo     | Encuentros | Encuentros | Encuentros | Encuentros | Tantos  | Tantos    | Tantos     | Puntos |
| Equipo     | jugados    | ganados    | empatados  | perdidos   | a favor | en contra | diferencia | Puntos |
| ---------- | ---------- | ---------- | ---------- | ---------- | ------- | --------- | ---------- | ------ |
| Inglaterra | 2          | 2          | 0          | 0          | 140     | 6         | +134       | 4      |
| Francia    | 2          | 1          | 0          | 1          | 60      | 52        | +8         | 2      |
| Rusia      | 2          | 0          | 0          | 2          | 14      | 156       | −142       | 0      |

### Final
| 16 de noviembre | Inglaterra | 36 - 12 | Irlanda |  |  |

| Bandera de Inglaterra |
| Campeón Inglaterra    |
| Décimo cuarto título  |